# Gubernia besarabska
Gubernia besarabska (ros. Бессарабская губерния, Biessarabskaja gubiernija) – gubernia na południowym zachodzie europejskiej części Imperium Rosyjskiego istniejąca w latach 1873–1917. Powstała na terytorium wschodniej Mołdawii uzyskanym w 1812 przez Imperium Rosyjskie od Imperium Osmańskiego traktatem w Bukareszcie, kończącym wojnę rosyjsko-turecką (1806–1812), z terytorium zależnego od Turcji Hospodarstwa Mołdawii.
W latach 1812–1873 obwód besarabski, od 1873 – gubernia. Powierzchnia guberni wynosiła 44 399 km², a ludność w 1889 liczyła 1 628 876 mieszkańców. Gubernia graniczyła od wschodu i północnego wschodu z gubernią chersońską, od północy z gubernią podolską. Zachodnia, południowo-zachodnia i południowa granica guberni była granicą państwową Imperium Rosyjskiego: z Austro-Węgrami (Królestwo Galicji i Lodomerii i Księstwo Bukowiny) i Królestwem Rumunii.
W początkach XX wieku gubernia dzieliła się na 8 powiatów (ujezdów): akermański, benderski, bielecki, chocimski, izmailski, kiszyniowski, orgiejewski i sorocki.
Gubernia przestała istnieć po epizodzie Mołdawskiej Republiki Demokratycznej poprzez aneksję przez Królestwo Rumunii w 1918. Przynależność Besarabii do Rumunii została uznana przez mocarstwa Ententy protokołem paryskim w październiku 1920.

## Demografia
W 1897 ludność guberni wynosiła 1 935 412 osób: Mołdawian (47,6%), Ukraińców (19,6%), Żydów (11,8%), Rosjan (8,0%), Bułgarów (5,3%), Niemców (3,1%), Gagauzów i Turków (2,9%), Polaków (0,6%).

### Ludność w ujezdach według deklarowanego języka ojczystego 1897[1]
| Ujezd            | Mołdawianie | Ukraińcy | Żydzi  | Rosjanie | Polacy | Bułgarzy | Niemcy | Gagauzi i Turcy |
| ---------------- | ----------- | -------- | ------ | -------- | ------ | -------- | ------ | --------------- |
| Gubernia łącznie | 47,6%       | 19,6%    | 11, 8% | 8,0%     | 0,6%   | 5,3%     | 3,1%   | 2,9%            |
| Akermański       | 16,4%       | 26,7%    | 4,6%   | 9,6%     | …      | 21,3%    | 16,4%  | 3,9%            |
| Benderski        | 45,1%       | 10,8%    | 8,5%   | 9,5%     | …      | 7,6%     | 2,9%   | 14,1%           |
| Bielecki         | 66,3%       | 11,4%    | 12,9%  | 6,7%     | …      | …        | 1,0%   | 14,1%           |
| Izmailski        | 39,1%       | 19,6%    | 4,8%   | 12,4%    | …      | 12,5%    | 2,0%   | 7,3%            |
| Kiszyniowski     | 62,9%       | 1,9%     | 19,5%  | 11,9%    | 1,3%   | …        | …      | …               |
| Orgiejowski      | 77,9%       | 5,6%     | 12,5%  | 2,7%     | …      | …        | …      | …               |
| Sorokijski       | 63,2%       | 16,0%    | 14,2%  | 4,8%     | …      | …        | …      | …               |
| Chocimski        | 23,8%       | 53,2%    | 15,6%  | 5,8%     | …      | …        | …      | …               |